# Hyundai Ioniq 9
La Hyundai Ioniq 9 est un SUV électrique à 7 places appartenant à la branche électrique Ioniq du constructeur automobile sud-coréen Hyundai.

## Présentation
Le constructeur dévoile une image de la silhouette de son SUV électrique Hyundai Ioniq 9 le 30 octobre 2024 avant sa présentation officielle au salon de l'automobile de Los Angeles 2024.

## Caractéristiques techniques
La Ioniq 9 repose sur la plateforme technique E-GMP (E-Global Modular Platform) destinée aux véhicules électriques du groupe coréen.

### Motorisation
La Ioniq 9 propose trois motorisations : la Long Range 2WD de 218 ch, la Long Range 4WD ajoute un moteur avant de 95 ch pour 313 ch cumulés, et la Performance 4WD dotées de deux moteurs de 218 ch pour 435 ch au total. Toutes les versions sont dotées de la même batterie lithium-ion NCM d'une capacité de 110,3 kWh.